# Chiesa di Santa Chiara (Horodkivka)
La chiesa di Santa Chiara è un edificio religioso cattolico e un monumento architettonico di importanza locale nel villaggio di Horodkivka (ortografia alternativa Gorodkivka), nel raion di Andrushivka, Oblast' di Žytomyr in Ucraina. Prima del 1946 Horodkivka era chiamata Khalaimgorodok.

## Storia

### Origini
Lo scrittore-memoirista polacco Efstafy Ivanovsky, che scrisse sotto il nome di Hellenius, nacque nel villaggio il 17 gennaio 1813 dove visse per quasi tutta la sua vita ed era un devoto cattolico che compì numerosi pellegrinaggi. Sua madre Clara Ivanovsky morì nel 1859 ed egli ereditò proprietà ad Halaimgorodok, e decise di costruire una chiesa in onore di Santa Chiara, la patrona di sua madre. Non riuscì, tuttavia, ad ottenere il necessario permesso dalle autorità russe, che repressero brutalmente la nobiltà polacca in risposta alle rivolte armate del 1831 e del 1863.
Efstafy Ivanovsky morì il 7 luglio 1903 e lasciò tutto ai suoi eredi abitanti nel villaggio, la 54enne Anna e a Romuald Zmigrodzky, 60 anni, per soddisfare gli ultimi suoi desideri e costruire la chiesa.
Già nel 1818, nel villaggio, era stata costruita una cappella di pietra da parte del sig. Michalovsky (Міхаловським), con il permesso delle autorità diocesane. Sul sito di questa cappella, tra il 1910 e il 1913, fu costruita la chiesa di Santa Chiara da parte di costruttori polacchi, insieme agli abitanti del villaggio e del vicino villaggio di Zherdeli, sotto la direzione del costruttore E. Yablonsky e del tecnologo A. Khodak.
La chiesa fu costruita nello stile di un castello medievale o di una casa padronale usando pietra e mattoni e il tetto venne coperto con tegole rosse polacche. Il campanile aveva tre campane, la più grande delle quali pesava 150 kg. Le porte erano massicce e forgiate e le finestre smaltate con vetrate colorate. All'interno c'erano pitture murali e un lampadario di cristallo appeso al centro del santuario. L'acustica era eccellente.

### Storia recente
Nel 1935 sotto il governo comunistanell'Ucraina sovietica, la parrocchia di Khalaimgorod cessò di esistere e la chiesa fu usata come club del villaggio. Tolsero le campane dal campanile, e la statua della Madre di Dio all'ingresso fu abbattuta dalla base e gettata nel lago e la chiesa venne utilizzata per spettacoli amatoriali.
Durante la seconda guerra mondiale, dopo l'insediamento della potenza occupante tedesca nel villaggio, la vita religiosa della parrocchia fu restaurata sotto padre Joseph Kozinsky e il culto fu condotto dal 1943 al 1959. Tuttavia, nel 1961, dopo il ritorno del potere sovietico, l'edificio fu restituito all'uso civile come fattoria collettiva per decisione del Comitato Esecutivo dell'Oblast' di Žytomyr e l'organo e le pitture murali furono distrutti.
Nel 1989 la chiesa è stata ritrasferita alla comunità cattolica dei Carmelitani. A spese della comunità, l'edificio è stato restaurato, compreso il campanile, e l'ambiente circostante è stato piantumato con fiori. La chiesa ora ha diverse icone locali, un antico clavicembalo e una reliquia di Papa Giovanni Paolo II, ed è una chiesa attiva nel decanato di Ruzhin della diocesi cattolica di Kyiv-Zhytomyr.
L'edificio è ora ben noto come punto di riferimento locale e genera interesse come attrazione turistica. Una celebrazione speciale si tiene ogni anno l'11 agosto.

## Descrizione
La chiesa si affaccia su un laghetto nella parte sud-occidentale di Horodok, vicino alla strada che porta a Berdichev, sulla sponda bassa del fiume Lebedivka. È costruita in uno stile eclettico con elementi di architettura neogotica e moderna del XX secolo.

## Galleria d'immagini

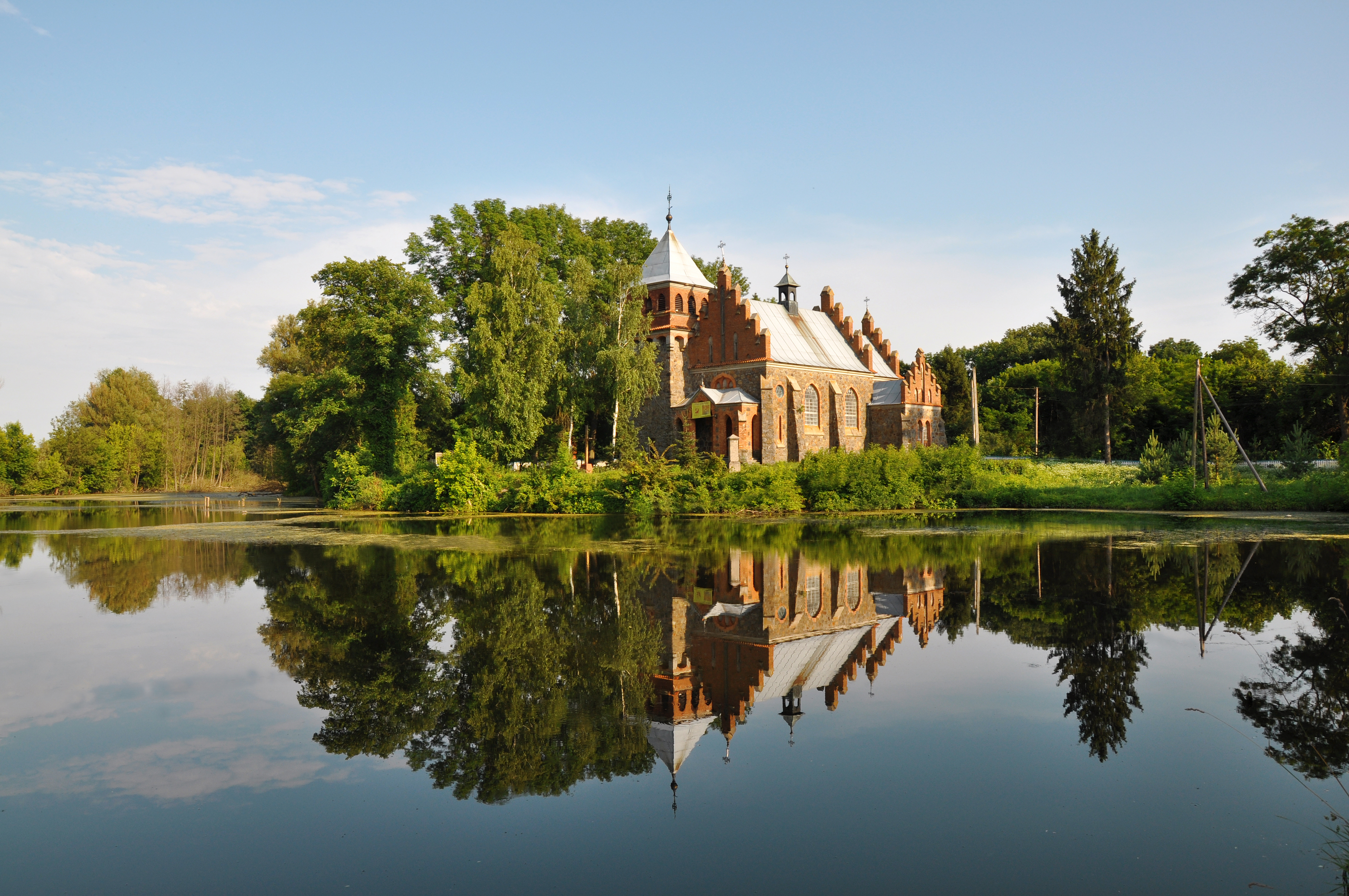
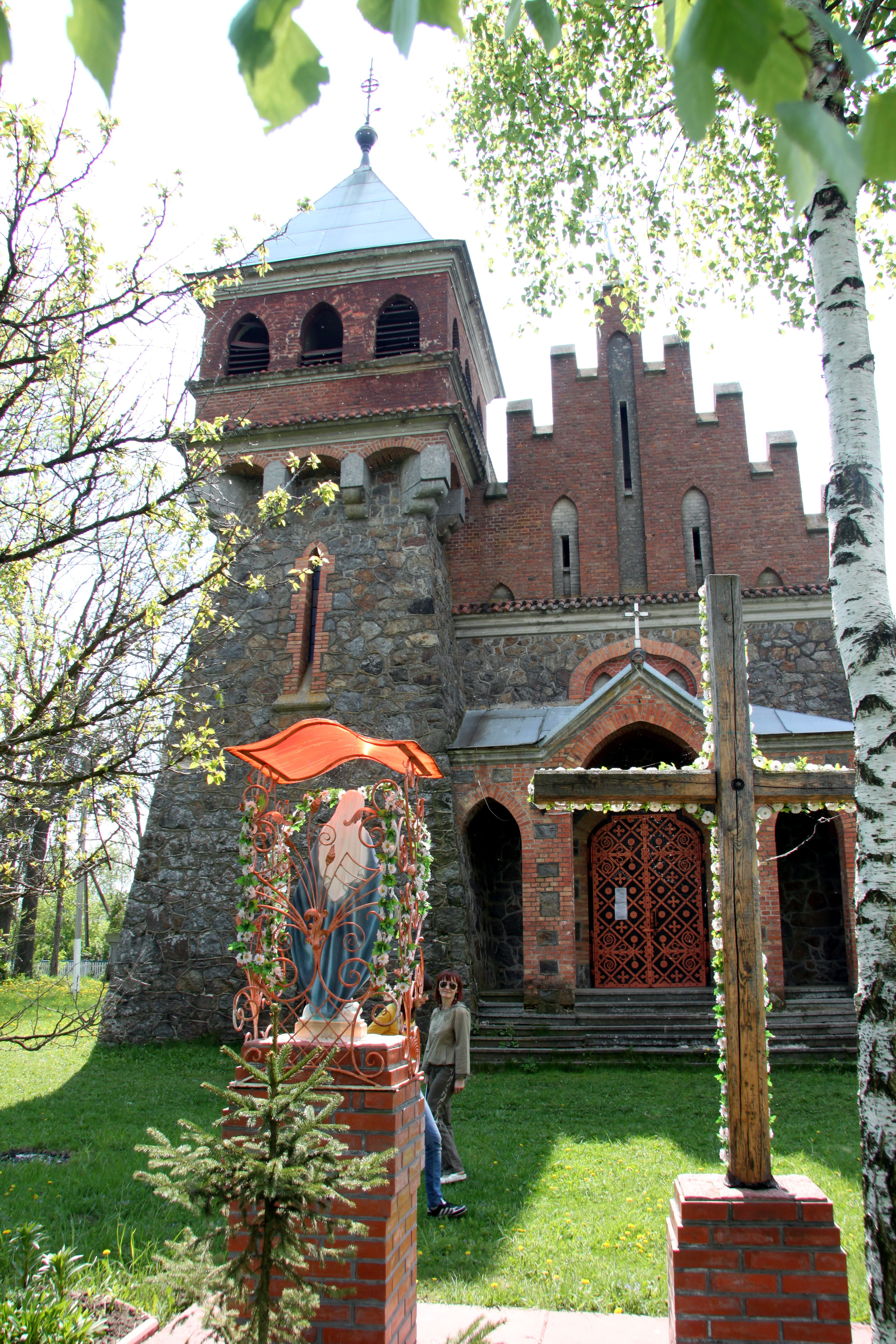
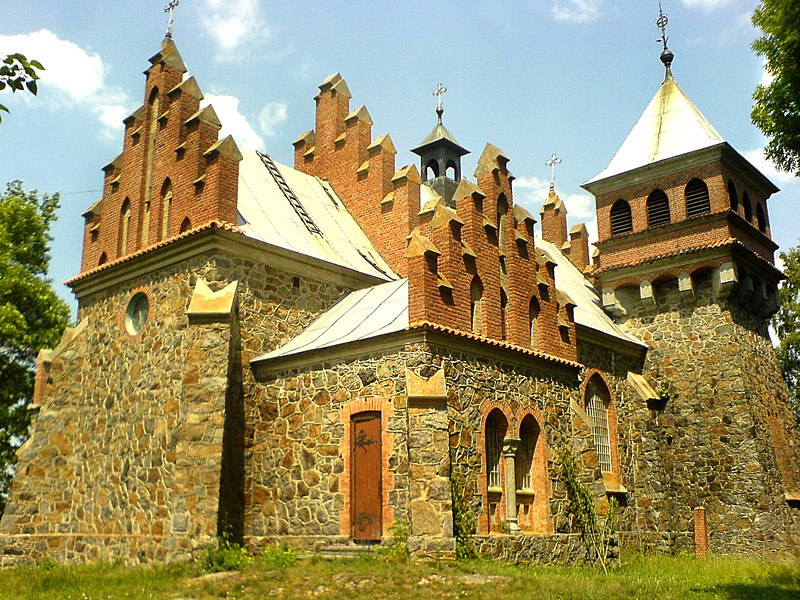